# Dipartimento di prevenzione
Il dipartimento di prevenzione è una struttura tecnico funzionale dell'azienda sanitaria locale del servizio sanitario nazionale italiano.
È il dipartimento preposto alla promozione della tutela della salute collettiva con l'obiettivo della prevenzione delle malattie, del miglioramento della qualità della vita e del benessere animale e della sicurezza alimentare.

## Caratteristiche ed organizzazione
È una struttura tecnica dell'azienda sanitaria locale da cui dipendono diverse unità operative funzionali alla promozione della salute.
In base all'art.7-quater del d.lgs 30 dicembre 1992 ed al d.lgs 19 giugno 1999, n. 229, le regioni disciplinano l'articolazione delle aree dipartimentali di sanità pubblica, della tutela della salute negli ambienti di lavoro e della sanità pubblica veterinaria, prevedendo strutture organizzative specificamente dedicate. 
In genere, i servizi del dipartimento (che possono variare di terminologia a seconda delle regioni) sono così articolati:
- Servizi veterinari (sanità pubblica veterinaria) - aree funzionali di:
  - Sanità animale;
  - Igiene della produzione, trasformazione, commercializzazione, conservazione e trasporto degli alimenti di origine animale e loro derivati;
  - Igiene degli allevamenti e delle produzioni zootecniche;
- SPEMP: Servizio Sanità pubblica ed epidemiologia
  - SIAN: Servizio Igiene degli Alimenti e della Nutrizione;
  - SISP: Servizio Igiene e Sanità Pubblica;
- SPreSAL: Servizio per la Prevenzione e la Sicurezza negli Ambienti di Lavoro;
- SIA: Servizio Impiantistico-Antinfortunistico; in alcune regioni fa parte dell'ARPA.

In alcune regioni fanno parte del dipartimento di prevenzione (o di sanità pubblica) anche le unità operative di Epidemiologia e Comunicazione e di Promozione della Salute e Screening.

## Funzioni
Le principali funzioni svolte dal dipartimento sono:
- profilassi delle malattie infettive e parassitarie;
- tutela della collettività dai rischi sanitari degli ambienti di vita;
- controllo dei rischi sanitari connessi all'inquinamento ambientale;
- tutela della collettività e dei singoli dai rischi infortunistici e sanitari connessi all'attività lavorativa nei diversi luoghi di lavoro;
- sanità pubblica veterinaria;
- farmacovigilanza veterinaria;
- igiene delle produzioni zootecniche;
- tutela igienico-sanitaria degli alimenti di origine animale e non;
- sorveglianza e prevenzione nutrizionale;
- tutela della salute nelle attività sportive.

## Personale
Il personale in servizio presso il dipartimento sono in genere della categoria dei dirigenti e di quelli del comparto. I dirigenti devono aver conseguito oltre alla laurea (vecchio ordinamento o magistrale) anche il titolo di Specialista in Igiene o equipollenti/affini o in Scienza dell'Alimentazione o equipollenti affini. Vi sono i dirigenti medici, dirigenti medici veterinari, dirigenti biologi, dirigenti ingegneri e convenzionati, etc inoltre fra le professioni del comparto possono lavorarvi: infermieri, assistenti sanitari, tecnici della prevenzione nell'ambiente e nei luoghi di vita e di lavoro, dietisti.
Il tecnico della prevenzione svolge funzioni di controllo ufficiale e attività di polizia amministrativa; riveste, inoltre, la qualifica di ufficiale di polizia giudiziaria nei limiti del servizio cui sono destinati e secondo le rispettive attribuzioni.
Gli assistenti sanitari effettuano invece attività di prevenzione alla salute nella collettività, come vaccinazioni ed inchieste epidemiologiche.
I medici specialisti in Scienza dell'alimentazione (ed equipollenti) ed i Biologi Specialisti in Scienza dell'Alimentazione (ed equipollenti) svolgono, fra le altre attività, le attività di sorveglianza nutrizionale, educazione alimentare e agli stili di vita che prevengono le patologie non trasmissibili, e altre attività correlate alla nutrizione nel singolo e nelle collettività, validano e controllano l'applicazione di piani mensa nella ristorazione pubblica, scolastica, ospedaliera.